# Romániai magyar irodalmi lexikon
A Romániai magyar irodalmi lexikon (alcíme: Szépirodalom, közírás, tudományos irodalom, művelődés) 1981 és 2010 között megjelent lexikon összesen öt kötetben (az utolsó kötet két részben).

## Szerkesztése
Az 1981-ben megjelent első kötet előszavában írta a lexikon főszerkesztője és lelke, Balogh Edgár: 
„A törzset alkotó szépirodalom mellett sorra kerül itt a közirodalom (publicisztika, újságírás, bibliográfia, népművelő irodalom), a tudományos irodalom (szakirodalom, tudományterjesztés), a művészeti irodalom, valamint a művészeteknek azok az alkotásai, amelyek tárgyuknál fogva kapcsolódnak az irodalomhoz (könyvgrafika, irodalmi tárgyú képzőművészeti alkotás, irodalmi művek megzenésítése, előadó-művészet és színház, rádió, televízió, film, fotóművészet irodalmi vonatkozásai).” 
Az 1968-ban alakított szerkesztőbizottság intézményi háttér nélkül a fent idézett koncepció alapján a Venczel József által összeállított eredeti címszójegyzéket megpróbálta egy lexikontól műfajánál fogva elvárható adatokkal kitölteni. Az 1970-ben alakult Kriterion Könyvkiadó intézményi gazdája lett a tervezett kiadványnak. A cenzúra megtépázta az első kötetet, de az mégis megjelenhetett 1981-ben. Az 1983-ra elkészült második kötet azonban csak az 1989-es fordulat után jelenhetett meg az 1983-ban elkészült formában (csupán az elhalálozási dátumokat írták be). A megváltozott körülmények, sok szerkesztő elhunyta, a finanszírozás nehézkes volta egyre nehezebbé tették a munkát, amelyet végül is Balogh Edgár halála után Dávid Gyula vezetésével 2010-ben fejeztek be. Az utolsó kötet technikai okok miatt két részben jelent meg. Az előre tervezett kiegészítő kötetről a szerkesztők lemondtak. 
Mind az öt kötet tartalma megtalálható az interneten, az első két kötet kicenzúrázott részeivel együtt. Egyes cikkeket kiegészítettek a nyomtatott változathoz képest, ezeket minden esetben a kiegészítés dátumával megjelölve. A kötetek jogtulajdonosa lehetővé tette a szócikkek felhasználását a Wikipédiában.

## A lexikon kötetei
- Romániai magyar irodalmi lexikon: Szépirodalom, közírás, tudományos irodalom, művelődés I. (A–F). Főszerk. Balogh Edgár. Bukarest: Kriterion. 1981.
- Romániai magyar irodalmi lexikon: Szépirodalom, közírás, tudományos irodalom, művelődés II. (G–Ke). Főszerk. Balogh Edgár. Bukarest: Kriterion. 1991.  ISBN 973-26-0212-0
- Romániai magyar irodalmi lexikon: Szépirodalom, közírás, tudományos irodalom, művelődés III. (Kh–M). Főszerk. Dávid Gyula. Bukarest: Kriterion. 1994.  ISBN 973-26-0369-0
- Romániai magyar irodalmi lexikon: Szépirodalom, közírás, tudományos irodalom, művelődés IV. (N–R). Főszerk. Dávid Gyula. Bukarest: Kriterion; Kolozsvár: Erdélyi Múzeum-Egyesület. 2002.  ISBN 973-26-0698-3
- Romániai magyar irodalmi lexikon: Szépirodalom, közírás, tudományos irodalom, művelődés V/1. (S–Sz). Főszerk. Dávid Gyula. Bukarest–Kolozsvár: Kriterion; Kolozsvár: Erdélyi Múzeum-Egyesület. 2010.  ISBN 978-973-26-0961-3
- Romániai magyar irodalmi lexikon: Szépirodalom, közírás, tudományos irodalom, művelődés V/2. (T–Zs). Főszerk. Dávid Gyula. Bukarest–Kolozsvár: Kriterion; Kolozsvár: Erdélyi Múzeum-Egyesület. 2010.  ISBN 978-973-26-0997-2